# Fontana del Cane
Fontana del Cane ("Hundfontänen") är en dricksvattenfontän vid Via Vittorio Veneto i Rione Ludovisi i Rom. Fontänen uppfördes år 1940 och förses med vatten från Acqua Marcia.

## Beskrivning
Fontänen har en relief som visar ett hundhuvud och två framtassar samt bokstäverna ABC. Fontänen uppfördes på initiativ av en bartender vid pianobaren ABC; han ägde två hundar och fontänen konstruerades ursprungligen för dem. Vattnet porlar i en rundbågenisch med ett litet kar.

### Webbkällor
- ”Via Veneto, torna a zampillare la fontanella per i cani” (på italienska). La Repubblica. 22 juli 2015. Arkiverad från originalet den 5 september 2021. https://archive.md/ldxbE. Läst 5 september 2021.
- ”The Fountain for Man's Best Friend!” (på engelska). Walks in Rome. 10 september 2020. Arkiverad från originalet den 5 september 2021. https://archive.md/PLrz7. Läst 5 september 2021.
- ”La fontanina del cane” (på italienska). Passeggiate per Roma curiosa. Arkiverad från originalet den 5 september 2021. https://archive.md/CtN2m. Läst 5 september 2021.